# Czarże

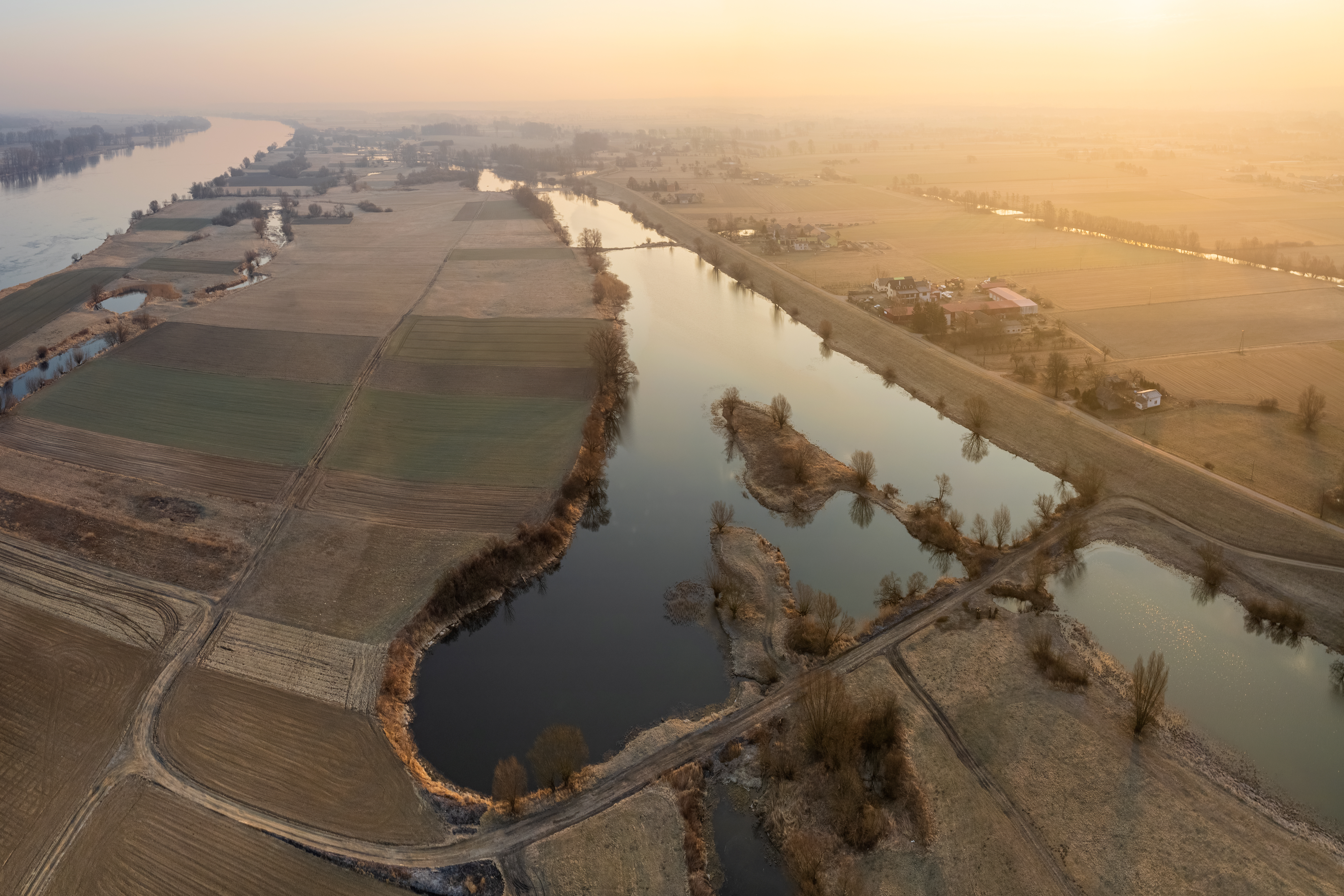
Panorama rozlewisk Wisły w Czarżu

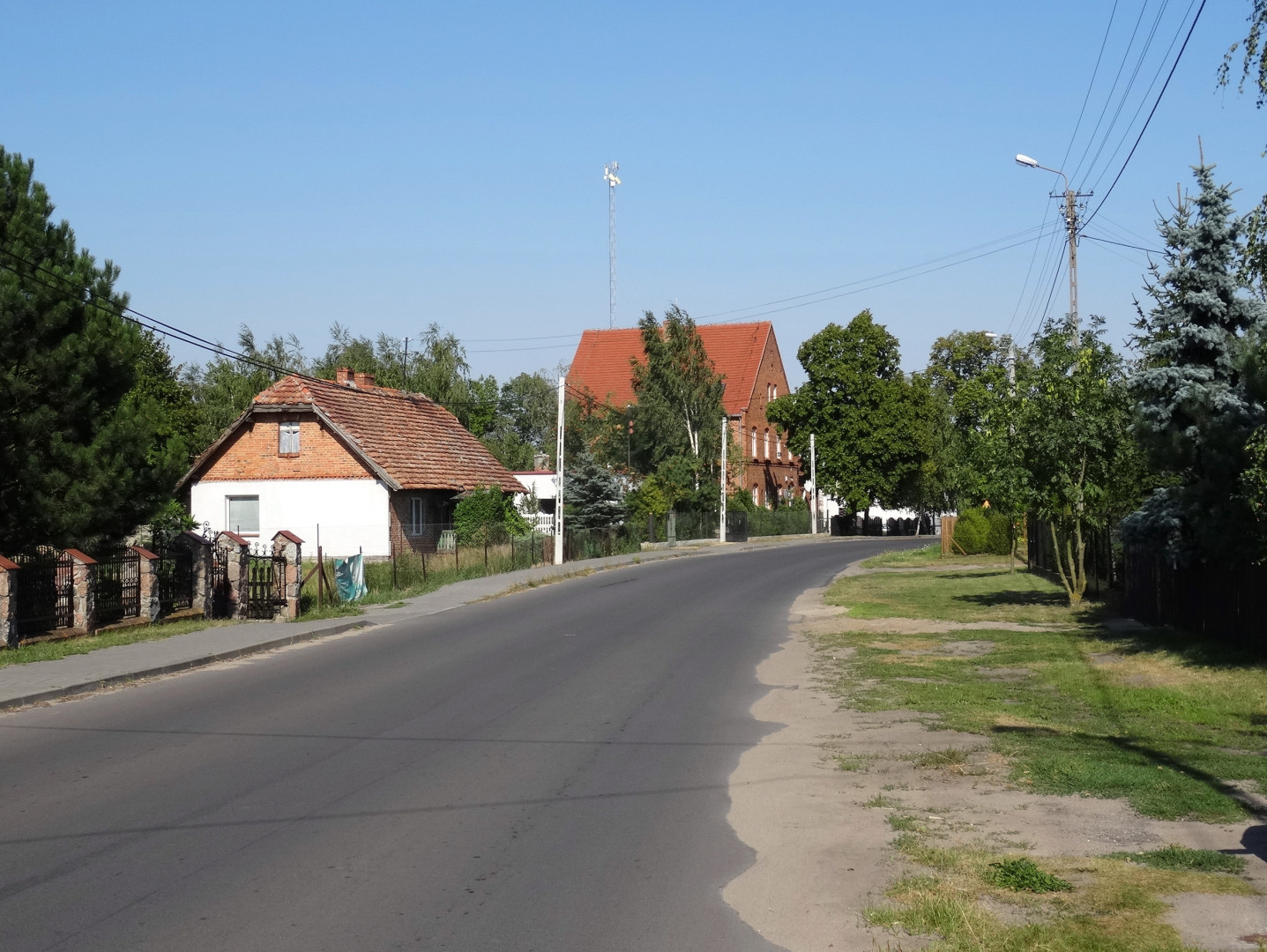
Ulica Chełmińska w Czarżu

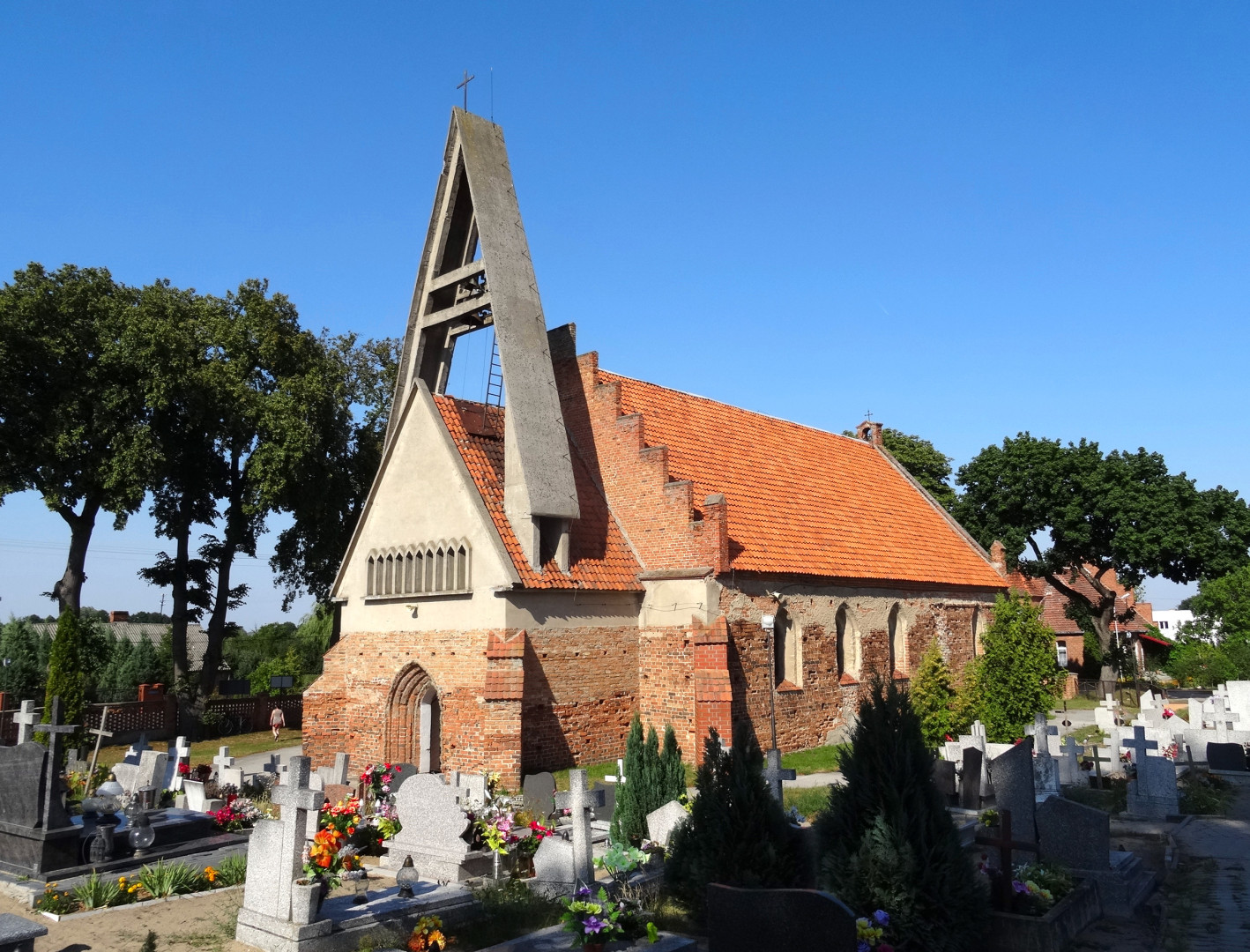
Kościół Narodzenia Najświętszej Maryi Panny w Czarżu

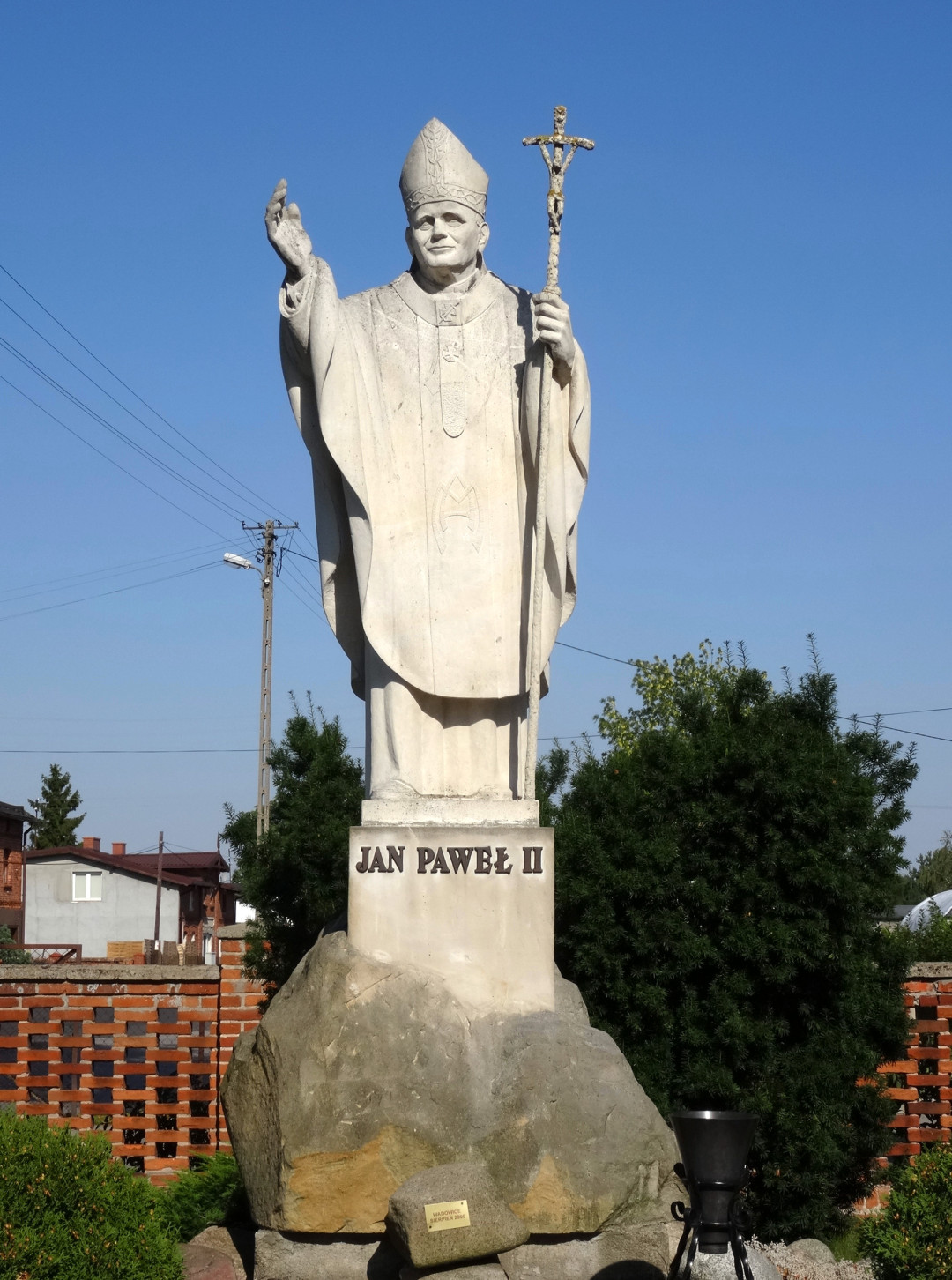
Pomnik Jana Pawła II

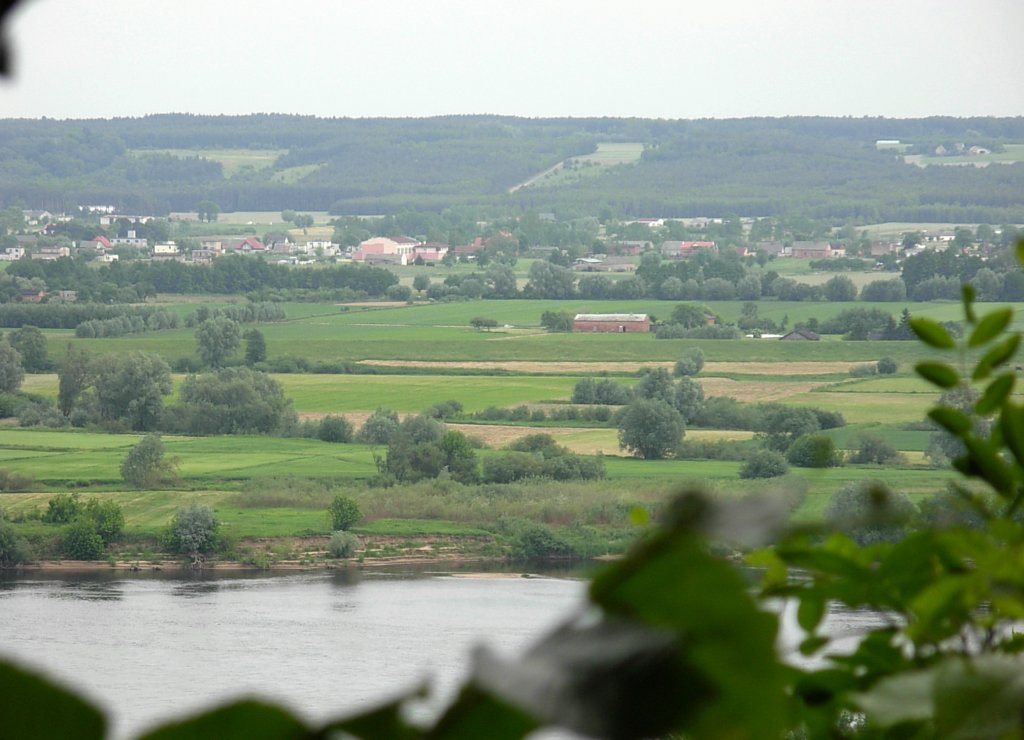
Widok miejscowości ze zbocza doliny Wisły w Kozielcu

Czarże – wieś sołecka w Polsce, położona w województwie kujawsko-pomorskim, w powiecie bydgoskim, w gminie Dąbrowa Chełmińska.
W latach 1954–1959 wieś należała i była siedzibą władz gromady Czarze, po jej zniesieniu w gromadzie Kokocko. W latach 1975–1998 wieś administracyjnie należała do województwa bydgoskiego.

## Położenie
Miejscowość położona jest w gminie Dąbrowa Chełmińska, powiecie bydgoskim, w historycznej Ziemi Chełmińskiej. Wieś rozlokowana jest na terasie nadzalewowej na skraju basenu unisławskiego Doliny Fordońskiej, 2 km od rzeki Wisły. Dolina od południa i wschodu ograniczona jest stromym zboczem od Wysoczyzny Chełmińskiej, porośniętym lasem i krzewami.

## Integralne części wsi
| SIMC    | Nazwa                | Rodzaj    |
| ------- | -------------------- | --------- |
| 1027863 | Nowa Wieś Szlachecka | część wsi |

Przynależąca do Czarża Nowa Wieś Szlachecka w latach 1939 - 1942 dotychczasową nazwyała się Neudorf, lecz po przeprowadzonej zamianie nazw miejscowości w Okręgu Rzeszy Gdańsk-Prusy Zachodnie, w latach 1942 - 1945 nazywała się Dietrichswalde, Kreis Kulm (Wiechel). W latach 1939–1945 położona była w okręgu Rzeszy Gdańsk-Prusy Zachodnie, w rejencji bydgoskiej (Regierungsbezirk Bromberg), w powiecie Chełmno (Kreis Kulm).

## Nazwa
Nazwa miejscowości według H. Turskiej jest hybrydą elementów języka polskiego i niemieckiego. Pierwotną nazwę Czarne Niemcy zapisywali Scarnese, Charnese, Scharnense. Drugi człon –see był określeniem jej położenia nad jeziorem. Dało to powód do utworzenia nazwy Scarnese (1222), która powstała od miejsca, gdzie ryby (łac. Scarus), były w obfitości. Natomiast według M. Kamrowskiego pochodzenie nazwy wywodzi się od wyrabiania garnków i ich nazwy czerepy. Wieś występowała w dokumentach pod nazwami: Scarnese (1222); Charnese (1223); Scharnense (1248); Czernsee (1285); Zarnese (1328); Schermszche (1403); Sczcherneszee (1405); Czhernsee (1423-1424); Czernsehe (1439); Czernzee (1440); Schernensee (1445); Czernesche (1445); Czernezee (1447); Sczchemeszee (1480); Zcarnensehe (1532); Czarza (1570); Scharnsee (1876); Czarże (1880).

## Charakterystyka

### Demografia
Według Narodowego Spisu Powszechnego (III 2011 r.) Czarże liczyły 1052 mieszkańców. Są drugą co do wielkości miejscowością gminy Dąbrowa Chełmińska.

### Przyroda i rekreacja
Czarże położone jest na obszarze o godnych uwagi walorach przyrodniczych i rekreacyjnych. Wieś od południa otoczona jest kompleksem lasów porastających zbocze doliny Wisły, a od północy i wschodu równiną zalewową i starorzeczami Wisły. W głębi lasu ukryte są m.in. użytek ekologiczny – śródleśne jezioro Skrzynka oraz rezerwaty przyrody: Linje, Reptowo oraz Las Mariański. Tereny otaczające wieś w 2003 roku włączono do Zespołu Parków Krajobrazowych Chełmińskiego i Nadwiślańskiego. Tereny zalewowe Wisły objęte są siecią obszarów Natura 2000 pn.: Dolina Dolnej Wisły (obszar specjalnej ochrony ptaków) i Solecka Dolina Wisły.

### Szlaki turystyczne
Przez Czarże przebiegają szlaki turystyczne:
- szlak rowerowy „Dookoła Doliny Dolnej Wisły” Bydgoszcz-Świecie-Chełmno-Bydgoszcz[9]
- Wiślana Trasa Rowerowa – odcinek prawobrzeżny

### Obiekty zabytkowe
We wsi stoi gotycki kościół pw. Narodzenia Najświętszej Maryi Panny z przełomu XIII i XIV wieku, z wyposażeniem barokowym. Na placu przed kościołem znajduje się pomnik Jana Pawła II. We wsi znajduje się także cmentarz ewangelicki z XIX wieku oraz cmentarz katolicki z nagrobkami z pierwszej połowy XIX wieku.
Według rejestru zabytków NID na listę zabytków wpisane są:
- kościół parafialny pw. Narodzenia NMP, pocz. XIV, XVII, XIX, nr rej.: A/1687/1 z 3.12.2015
- dawny cmentarz przy kościele., nr rej.: A/1687/2 z 3.12.2015

## Historia

### Okres staropolski
Pierwsza wzmianka o miejscowości pochodzi z 1222 roku w akcie nadania przez księcia Konrada Mazowieckiego rozległych posiadłości w ziemi chełmińskiej na rzecz biskupa misyjnego Prus Chrystiana. 21 marca 1231 majętność duchowną w Czarżu biskup oddał aktem darowizny Zakonowi Krzyżackiemu. W połowie XIII w. we wsi założono klasztor Benedyktynek, przeniesiony wkrótce do Chełmna. 31 maja 1285 mistrz krajowy Konrad von Thierberg Młodszy oddał miejscowość na własność Kunegundzie Bösel i jej synu Bartłomiejowi. W 1348 właścicielem wsi na prawie chełmińskim był Hildegard Sudermann, a w XV wieku Henryk z Czarża, który miał obowiązek wystawienia jednego rycerza w zbroi ciężkiej, okrywania konia zbroją, posiadania zapasowego konia pod siodło oraz giermka na koniu. Majątek liczył 40 łanów tj. ok. 670 ha. W 1423 na dobrach czarżańskich gospodarował rycerz Klavko - właściciel Stablewic w parafii unisławskiej. Kościół w Czarżu zbudowano na początku XIV wieku, lecz parafię odnotowano po raz pierwszy w 1445 roku. W skład parafii wchodziły miejscowości: Czarże, Czemlewo, Dębowiec, Gzin i Słończ.
W czasie wojny trzynastoletniej mieszczanie Chełmna podejmowali starania u króla Kazimierza Jagiellończyka celem powiększenia terytorium miasta o wieś Czarże z przyległościami, co zakończyło się jednak niepowodzeniem. W 1466 na mocy traktatu toruńskiego cała Ziemia Chełmińska została wcielona do Królestwa Polskiego, jako fragment Prus Królewskich. Na przełomie XV i XVI w. w Czarżu istniała własność królewska zarządzana przez podkomorzego chełmińskiego, nabyta w 1532 przez Laurintusa Knopfa obywatela Torunia i dobra szlacheckie, od 1570 w użytkowaniu szlachcianki Anny Wolskiej. Jej majątek obejmował  6 chłopów, 8 zagród i karczmę, a poza tym dobra w Boluminie, Nawrze, Trzebczu Szlacheckim i Żyglądzie.
W 1611 część wsi Czarże nabyły siostry benedyktynki dla ich klasztoru w Chełmnie za 1300 złotych polskich. Po 1619 roku czarżańskie dobra benedyktynek powiększono o część majątku szlacheckiej rodziny Wolskich. Zbudowano tu w 1621 przytułek dla ubogich oraz szkołę parafialną (1626). Resztą wsi zarządzał od 1626 roku starosta bratiański Paweł Jan Działyński, późniejszy wojewoda pomorski, który posiadał również dobra we wsiach: Gzin, Borki, Dębowiec, Słończ i Jarzębiec.
W XVII w. niezgospodarowane obszary w dolinie Wisły objęli w użytkowanie czynszowe olędrzy, którzy stosowali meliorację w celu odwodnienia terenów. Około 1600 roku osiedli w Czarżu również Niemcy wyznania luterańskiego, którzy trudnili się rzemiosłem ciesielskim i tkackim. We wsi dwa razy w roku (wiosną i jesienią) odbywały się jarmarki organizowane na zachowanych do dzisiaj w centrum Czarża dwóch placach. 14 maja 1626 zredagowano wilkierz (ordynację wiejską) Czarża. W tym czasie na terenie wsi funkcjonował samorząd wiejski na czele z sołtysem, któremu właściciel dóbr przydawał przysiężnych. W 1638 nadbudowano wieżę kościelną, a w 1647 ponownie konsekrowano kościół parafialny. Wojny polsko-szwedzkie spowodowały duże zniszczenia w obrębie wsi oraz zmniejszenie się liczby mieszkańców wyznania katolickiego z 1000 do 250. W 1656 runęła wieża kościelna, którą odbudowano dopiero w 1974 roku.
W XVII i XVIII w. wieś pełniła rolę ośrodka usługowego i rzemieślniczego dla klucza dóbr gzińskich. Rozwój ówczesnego Czarża tkwił w rozkwicie produkcji wyrobów rzemieślniczych i ich sprzedaży oraz w produkcji rolnej w dobrach benedyktyńskich i szlacheckich. 30 czerwca 1756 wybuchł groźny pożar który strawił 13 zagród, 3 domy plebańskie i dwie karczmy. Od tej pory wieś nie odzyskała już dawnej świetności.

### Okres pruski
W 1800 roku odrestaurowano kościół, dzięki patronatowi miejscowej szlachty. W czasie zaboru pruskiego istniały Czarże Szlacheckie i Czarże Królewskie. W 1880 roku Czarże Szlacheckie dysponowało kościołem, 25 domami mieszkalnymi oraz 281 mieszkańcami (w tym 149 katolików i 132 ewangelików ). Natomiast w Czarżu Królewskim znajdowała się szkoła, 17 domów mieszkalnych oraz mieszkało 275 osób, po połowie katolików i ewangelików. We wsi przeważali mało- i średniorolni chłopi.

### Okres polski
W okresie międzywojennym w Czarżu funkcjonowała czteroklasowa szkoła elementarna, która dawała możliwość zdobycia wykształcenia podstawowego, lecz uniemożliwiała dostęp do szkół wyższego typu. W czasie okupacji hitlerowskiej w parafii Czarże działała grupa Armii Krajowej, a obok miejscowości Słończ istniało zakonspirowane lądowisko.
W latach 1945–1954 Czarże wchodziło w skład gminy Dąbrowa Chełmińska, powiatu chełmińskiego, województwa bydgoskiego, będąc siedzibą gromady – jednostki pomocniczej gminy. Reforma administracyjna z 25 września 1954 w miejsce gmin powołała wyłącznie  gromady. W latach 1954–1959 istniała gromada Czarze, którą utworzono na bazie dotychczasowych gromad: Czarze, Borki, Dębowiec i Słończ oraz kolonii Dolny Gzin. W 1959 włączono ją do gromady Kokocko. Po reformie administracyjnej z 1975 roku miejscowość znajdowała się w gminie Dąbrowa Chełmińska w województwie bydgoskim, a od 1999 roku w gminie Dąbrowa Chełmińska, w powiecie bydgoskim i województwie kujawsko-pomorskim.

## Urodzeni w Czarżu
We wsi 29 kwietnia 1901 urodził się Piotr Konieczka – kapral Wojska Polskiego, pierwsza polska ofiara II wojny światowej (zginął 1 września 1939 w Jeziorkach).